# آروشی نیشانک
آروشی نیشانک (متولد ۱۹۸۶ سپتامبر ۱۷)، که بیشتر با عنوان آروشی پختریال در سطح جهانی شناخته می‌شود، رقصنده، کارآفرین، تهیه‌کننده فیلم، شاعر و رقاص کلاسیک کاتاک معتبر بین‌المللی است او شاگرد بیرجو ماهاراج و  پورنیما پندی است. وی یک هنرمند برجسته رقص کاتاک شورای روابط فرهنگی هند است. او همچنین یک هنرمند درجه دار برای دوردارشان، بخشی از پرزار بهاراتی است.

## اوایل زندگی و پیش زمینه
آروشی در کوتدوار، اوتاراکند متولد شد. وی مدرک لیسانس خود را در رشته علوم سیاسی و فلسفه از بانسثالی ودیابیپت، راجستان دریافت کرده‌است. او تحصیلات خود را در رشته MBA، دانشگاه کمبریج ادامه داد. برای دریافت صدور گواهینامه تخصصی در فرم رقص کاتاک را انجام داده‌است. در حال حاضر وی دکترای منابع انسانی خود را در هند دنبال می‌کند. او همچنین ریاست کالج و بیمارستان پزشکی آیورودای هیمالیا در دهرادون، اوتاراکند است.

## تهیه‌کننده و آهنگساز
گانگا آواتاران باله کاتاک رنگی است که داستان الهه بانگا هنگام امدنش به زمین را نمایش می‌گذارد. این نمایش برای اولین بار در ریشیکش با ۶۰ هنرمند در صحنه اجرا شد که بر فراز رودخانه گانگا ساخته شده‌است. پس از شروع موفقیت‌آمیز این پروژه، وی توسط رشتریا کتاک سانستن لاکنو دعوت شد تا نتیجه کارش را ارائه دهد، که مورد استقبال بسیار زیادی قرار گرفت و مورد توجه بسیاری از صاحبنظران قرار گرفت. پس از موفقیت بزرگ در شمال هند این پروژه بعداً با همکاری شورای روابط فرهنگی هند در دهلی نو نیز برگزار گردید.
به عنوان تهیه‌کننده آروشی اولین فیلم منطقه ای خود را با نام "Major Nirala" در سال ۲۰۱۸ تولید کرد. این فیلم بر اساس رمانی ساخته شده‌است که توسط پدرش  رامش پختریال نیشانک نوشته شده‌است. اکران فیلم در مناطق مختلف هند نقدهای بسیار خوبی را دریافت کرد. وی این فیلم که زبان و فرهنگ منطقه ای کشور را در سراسر سکوی جهانی ترویج می‌کرد، مورد توجه بسیاری قرار گرفت.

## شعر
آروشی یک شاعر نیز است. دو کتاب او در مورد مجموعه‌های شعر، سوارگ باناونگی (Swarg Banaungi) و کمال مشعل بن جای (Kamal Mashal Ban Jaye)، در هند منتشر شده‌است. او به اندازه کافی خوش شانس بوده‌است که کتاب‌های خود را به پراتیبا پتیل، رئیس‌جمهور پیشین هند راتان تاتا، بنیانگذار گروه تاتا؛ انوپم کهیر، بازیگر؛ و ماهیندرا دونی، بازیکن کریکت ارائه کند.

## جوایز و افتخارات
- جایزه ملی آیکون جوانان وی‌آی، ۲۰۱۵
- جایزه برجسته برجسته گرهوال، ۲۰۱۶
- جایزه پراید اوتاراکند، 2017[۵]
- جایزه اوتاراکند گوراو ساممان، ۲۰۱۸
- بیشترین جایزه NRI Iconic، دبی، ۲۰۱۸
- 'Power Girl'، فوربس خاورمیانه، 2018[۶]

## زندگی شخصی
آروشی با ابیناو پنت ازدواج کرده‌است. وی همچنین بزرگترین دختر کوسوم کانتا پوکرایال و رامش پوخریال نیشانک، وزیر امور خارجه کابینه اتحادیه فعلی وزیر امور خارجه هند و رئیس سابق اوتاراکند است.